# Camporrosso
El Polígono Industrial Camporrosso, también conocido simplemente como Camporrosso, es un polígono industrial situado al sureste de la ciudad española de Albacete.
Camporroso se levantó en los años 1990. Ocupa una superficie de más de un millón de metros cuadrados. En él se encuentran instaladas industrias de muy diversos sectores.
El polígono industrial se sitúa junto a la autovía de Alicante (A-31), desde la que se accede al mismo. Además, tiene conexión con las autovías A-32 y A-30, así como con las carreteras N-430, N-322 y N-320, que junto con unas importantes comunicaciones vía férrea e incluso aéreas a través del Aeropuerto de Albacete, tiene conexión directa a menos de dos horas de un mercado potencial de cerca de 11 millones de habitantes.